# Klemens Neumann

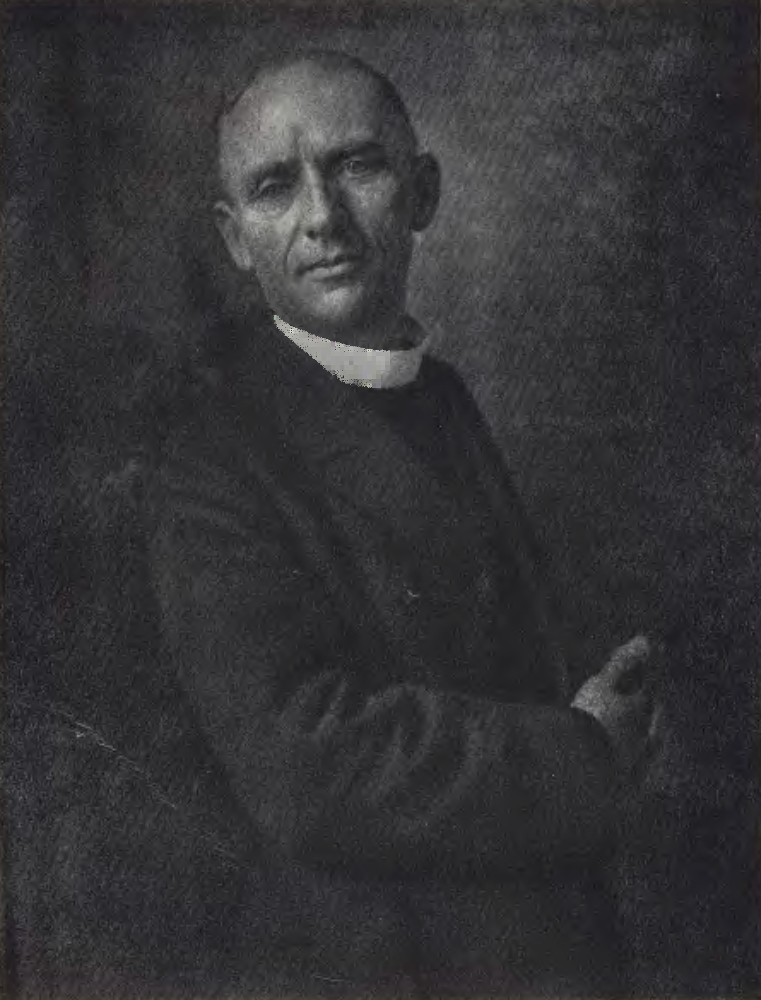
Klemens Neumann, vor 1927

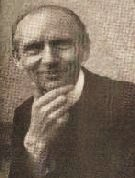
Klemens Neumann

Klemens Neumann (* 26. November 1873 in Tütz, Kreis Deutsch Krone; † 5. Juli 1928 in Neisse/Oberschlesien) war ein katholischer Pfarrer, Gymnasialprofessor, Mitbegründer der Quickborn-Bewegung und Herausgeber unter anderem des Liederbuches Der Spielmann.

## Leben

### Jugend
Mit drei Geschwistern wuchs Klemens Neumann in Tütz in Westpreußen als Sohn eines Gastwirts und einer Halbitalienerin auf. Musik hatte in der Familie einen nicht unerheblichen Stellenwert. 1887 mit 14 Jahren kam er ins gemischt deutsch-französische Gymnasialinternat der Missionsgesellschaft vom heiligsten Herzen in Antwerpen (Belgien), 1890 wechselte er nach Chezal Benoît in Issoudun in Frankreich. 1893 trat er in die Prima des Gymnasiums von Deutsch Krone ein und beendete seine Schulzeit 1895 mit dem Abitur. Schon früh hatte er den Wunsch, Priester zu werden, doch der Abgang aus dem Internat der Missionsgesellschaft wurde notwendig, da er sich entschlossen hatte, nicht in den Missionsdienst zu gehen.

### Studium
1895 begann er das Studium der katholischen Theologie am Theologischen Konvikt in Breslau. Als Mitglied des katholischen Studentenvereins Unitas im KV war er in gutem Kontakt auch zu Studenten anderer Fakultäten. Am 21. Juni 1899 wurde er in Breslau zum Priester geweiht, seine erste Stelle als Kaplan trat er noch im selben Jahr im schlesischen Liegnitz an. Parallel dazu legte er die höhere Lehramtsprüfung für Religion, Hebräisch und Französisch ab. Als Maxime seines Lehrerberufes hatte er sich gesetzt: „Wir lehren und lernen fürs Leben und nicht für die Schule. Lernen gedeiht besser unter der Sonne der Liebe als unter der Kälte des äußeren Drills.“

### Erste Jahre
1903 erhielt der weltoffene und gesellige Neumann seine erste Stelle zunächst als Oberlehrer am städtischen Realgymnasium in Neisse, am 11. Dezember 1912 wurde er zum Gymnasialprofessor ernannt. In Neisse kam es zur Bekanntschaft mit dem ebenfalls aus Westpreußen stammenden Pfarrer Bernhard Strehler, der das Konvikt des katholischen Gymnasiums Carolinum für Knaben leitete, und welcher ihm die Gelegenheit gab, dort mit den Jungen zu musizieren.
Schon bald stieß Neumann zu der von Strehler gegründeten Ortsgruppe des katholischen Kreuzbündnisses, einer von etlichen der damals aus sozialethischen Gründen aufkeimenden Abstinenzbewegungen. Man begann, orientiert an der aufkeimenden Wandervogel-Bewegung gemeinsame Fahrten mit den Jugendlichen zu unternehmen und schloss auch Mädchen in diese Unternehmungen mit ein – für damalige Zeiten ein Fanal. Die Gruppe nannte sich bald Quickborn-Bewegung. Sie hatte das ideelle Ziel, die Jugend selbständig zu machen und sie zur Verantwortlichkeit zu erziehen und für ein fröhliches, geselliges Leben ohne Alkohol zu begeistern.

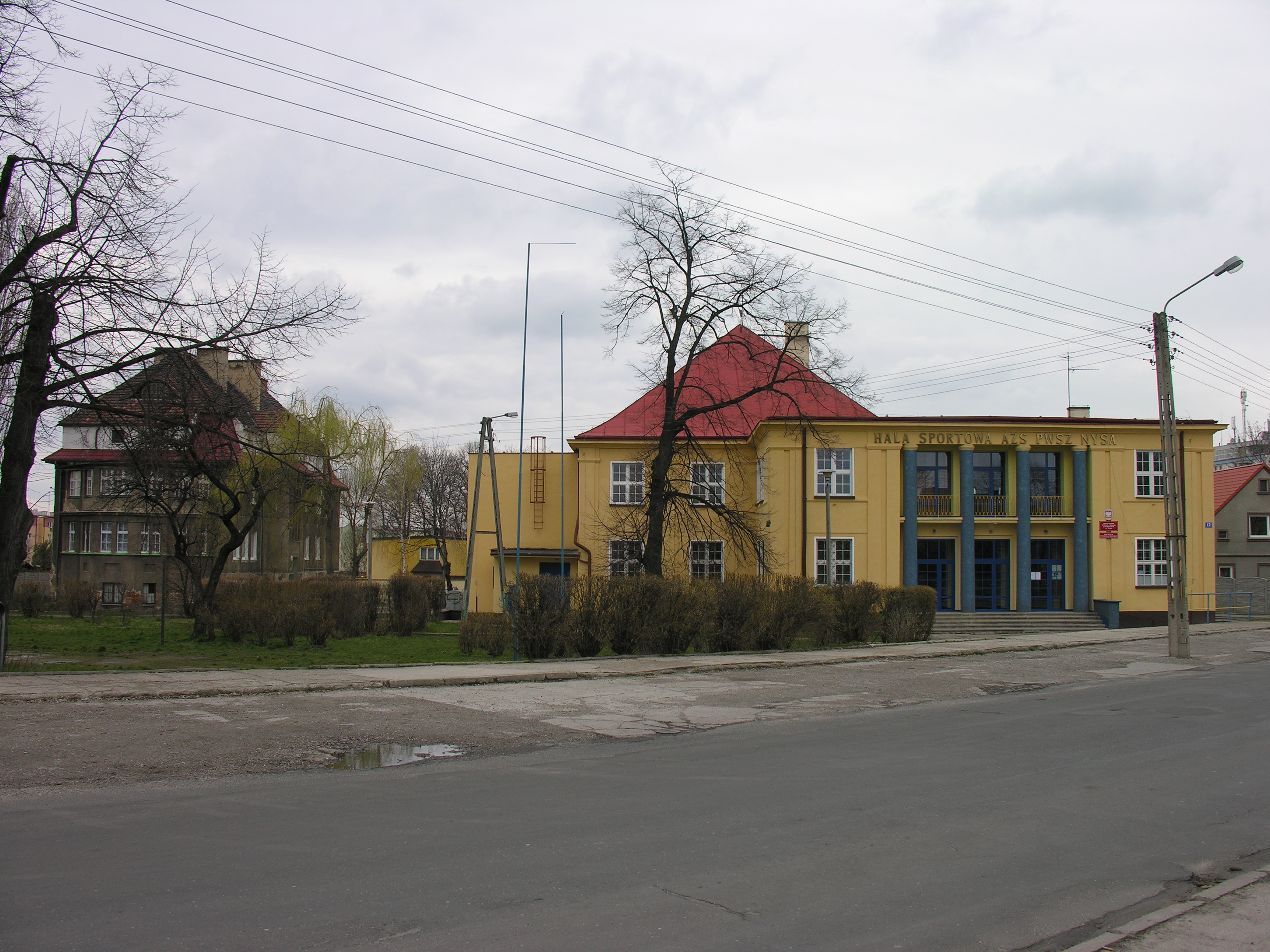
Das Heimgarten-Gebäude in Neisse heute

### Das Heimgarten-Werk
Durch das stete Anwachsen dieses Kreises stellte sich für Neumann sowie seine Mitstreiter Bernhard Strehler und Hermann Hoffmann bald die Frage nach geeigneten Räumlichkeiten, die auch dem einfachen Volk als Bildungs- und Begegnungsstätte offenstehen sollten. 1913/14 erfolgte der Bau eines eigenen Hauses in Neisse, der „Heimgarten“ genannt, u. a. mit einem großen Bühnensaal, 10.000 m² Außengelände mit Glashalle, Freilichtbühne und Spielplatz. Die Fertigstellung des von Neumann geleiteten Volksbildungsheimes wurde im Frühjahr 1914 gefeiert; mit dem Ausbruch des Ersten Weltkriegs folgte ein jähes Ende, die Heimgarten-Anlage wurde Lazarett und konnte erst nach 1918 seine Aufgabe als Begegnungsstätte und Heimvolkshochschule wieder aufnehmen. Der rege Zuspruch führte dazu, dass 1926 ein Erweiterungsbau errichtet wurde.

### Die Quickborn-Bewegung

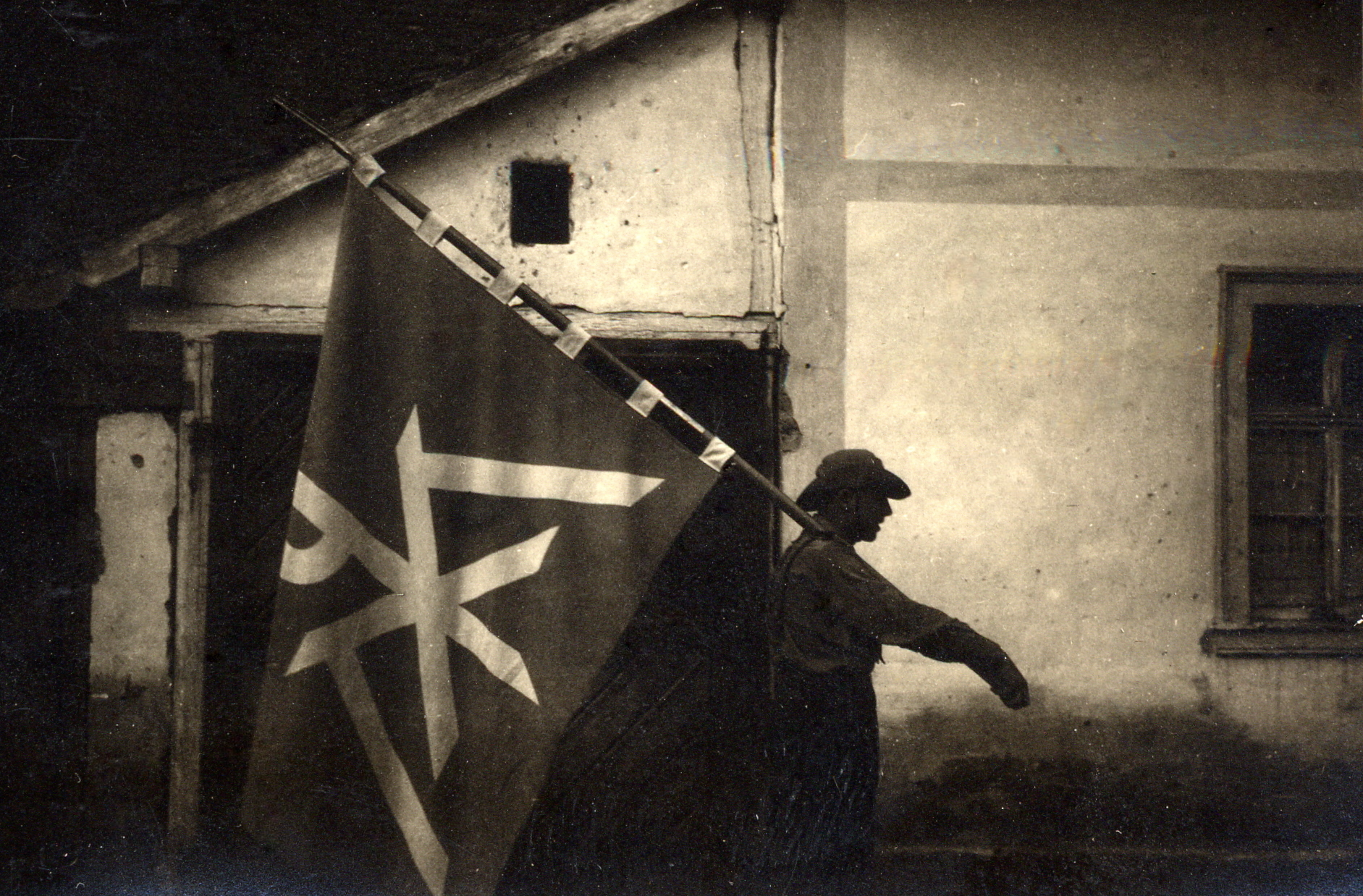
Fahne der Quickborn-Bewegung auf Burg Rothenfels in den 1920er Jahren

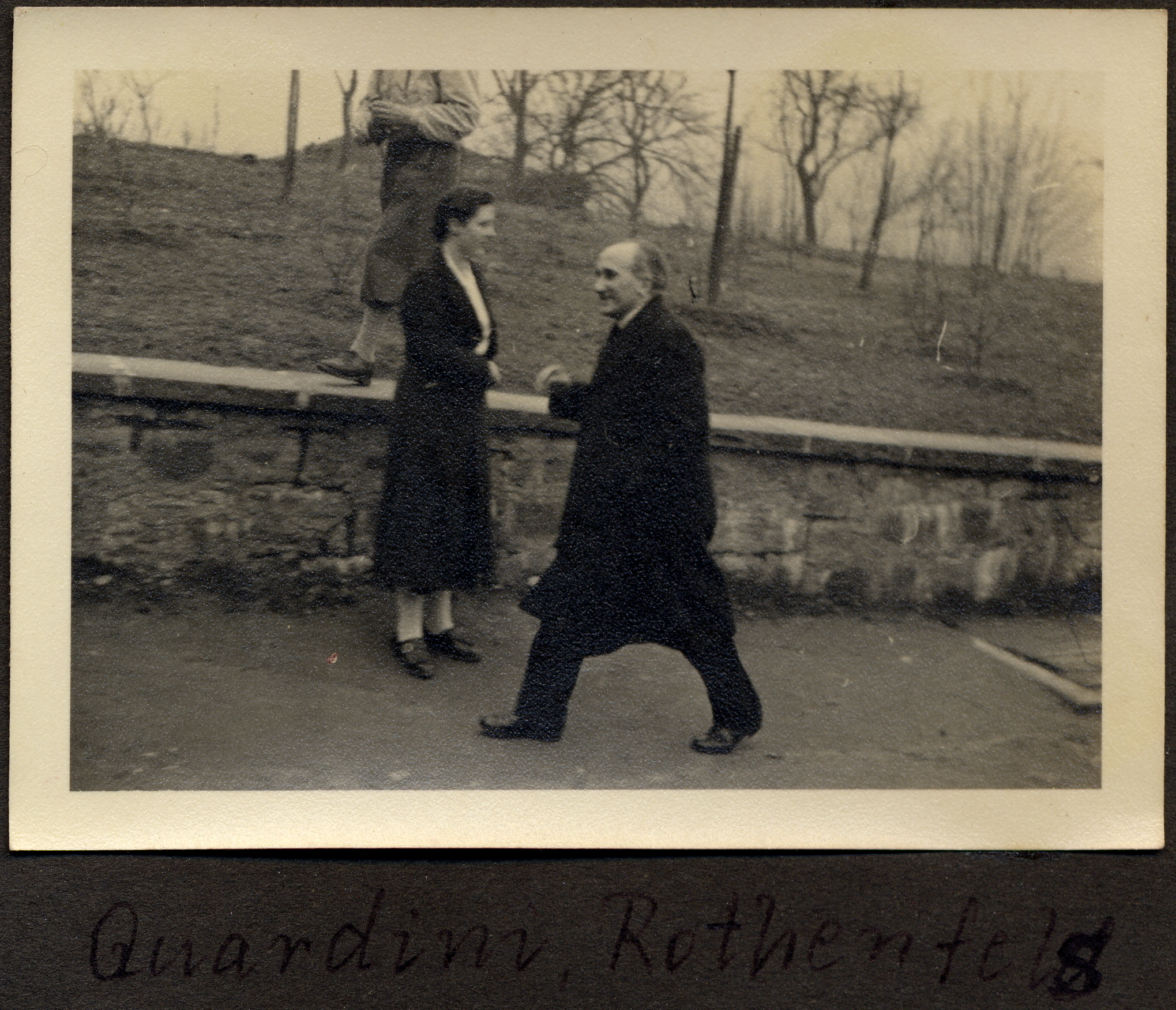
Romano Guardini bei einem Treffen der Quickborn-Bewegung auf Burg Rothenfels in Bayern in den 1920er Jahren

Die Quickborn-Bewegung breitete sich schnell über ganz Deutschland aus. Als eingetragener rechtsfähiger Verein wurde zunächst die „Vereinigung der Quickbornfreunde“ gegründet, 1916, auf einer Tagung in Frankfurt am Main, entschlossen sich die Mitglieder, eine deutsche Quickbornzentrale zu schaffen. 1919 konnte man die Burg Rothenfels im Spessart als zentrales Heim und Wanderherberge für die Quickborn-Bewegung erwerben.

### Der Spielmann
1914 gab Neumann im Wiesbadener Matthias-Grünewald-Verlag (später übernommen vom Deutschen Quickbornhaus in Rothenfels a. M.) zunächst nur für die Quickborn-Bewegung erstmals das Liederbuch für Jugend und Volk Der Spielmann heraus, eine Sammlung von Volks-, Wander- und auch Kirchenliedern mit Gitarrenbegleitung, die sich bald nicht nur in der katholischen Jugend hoher Beliebtheit erfreute und bis in die sechziger Jahre zahlreiche Nach- und Neuauflagen erlebte. Neumann verstand den Spielmann als sein ganz persönliches Testament an die Jugend. Der Erlös aus dem Verkauf dieses Liederbuches kam der Burg Rothenfels zugute. Ebenfalls im Mathias Grünwald-Verlag gab er ein Krippenspiel, zusammengestellt aus alten Dichtungen und Liedern, heraus.

### Die Jahre nach dem Ersten Weltkrieg
1924 gab Klemens Neumann den Schuldienst ganz auf, um sich nur noch der Volksbildungsarbeit zu widmen. Er gründete u. a. im Neisser Heimgarten eine Laienspielschar, die mit ihren Aufführungen übers Land zog, 1925 auch nach Holland, 1926 nach Frankreich. Daneben rief er die jährlich stattfindenden Hochschulwochen auf Burg Rothenfels ins Leben, in denen sich hochrangige Wissenschaftler und Künstler ein Stelldichein gaben, wie z. B. Romano Guardini.
Von der Erbschen Krankheit (Myasthenia gravis) und mehreren Schlaganfällen gezeichnet, dazu fast erblindet, starb Klemens Neumann in seiner Wahlheimat Neisse.